# General Schwartz
François Xavier de Schwarz o François-Xavier-Nicolas Schwartz (Baden, 8 de enero de 1762 - 9 de octubre de 1826) se unió al ejército francés en 1776. Se convirtió un oficial de caballería durante las Guerras Revolucionarias Francesas, luchando con el 2.º Regimiento de Húsares en numerosas acciones incluyendo Jemappes, Fleurus, y Neuwied. Después de ser capturado en una invasión fallida de Irlanda, fue ascendido a comandante del 5.º Regimiento de Húsares. Dirigió la unidad en la Guerra de la Segunda Coalición, sobre todo en la Hohenlinden y en la posterior persecución de los austriacos.
Bajo el Primer Imperio francés, se distinguió en la Austerlitz en diciembre de 1805. Un año más tarde se convirtió en general de brigada después de luchar en la Prenzlau , Stettin, y Golymin. Después de ser destinado a España para luchar en la Guerra Peninsular, sufrió derrotas a manos de las fuerzas españolas en Cataluña en las Paso de Bruch y la Manresa. En septiembre de 1810 fue capturado en la La Bisbal y pasó el resto de las Guerras Napoleónicas bajo custodia británica. El historiador Charles Oman llamó a Schwarz desafortunado.

## Revolución
Schwarz nació en Hernwiess, en el Margraviato de Baden el 8 de enero de 1762, hijo de un barón del Sacro Imperio Romano Germánico y entró en el servicio militar francés en 1776. Se desempeñó como oficial de la 2. Regimiento de Húsares en la Guerra de la Primera Coalición. Tres escuadrones del 2.º de Húsares participaron en la Batalla de Valmy el 20 de septiembre de 1792 como parte del contingente Flankers of the Left. El 6 de noviembre de 1792, el regimiento luchó en la Batalla de Jemappes en la vanguardia de  Pierre de Ruel, marquis de Beurnonville's Right Wing. El 2.º estuvo presente en la Batalla de Hondschoote (1793) del 6 al 8 de septiembre de 1793 y la Segunda Batalla de Wissembourg al final del año.

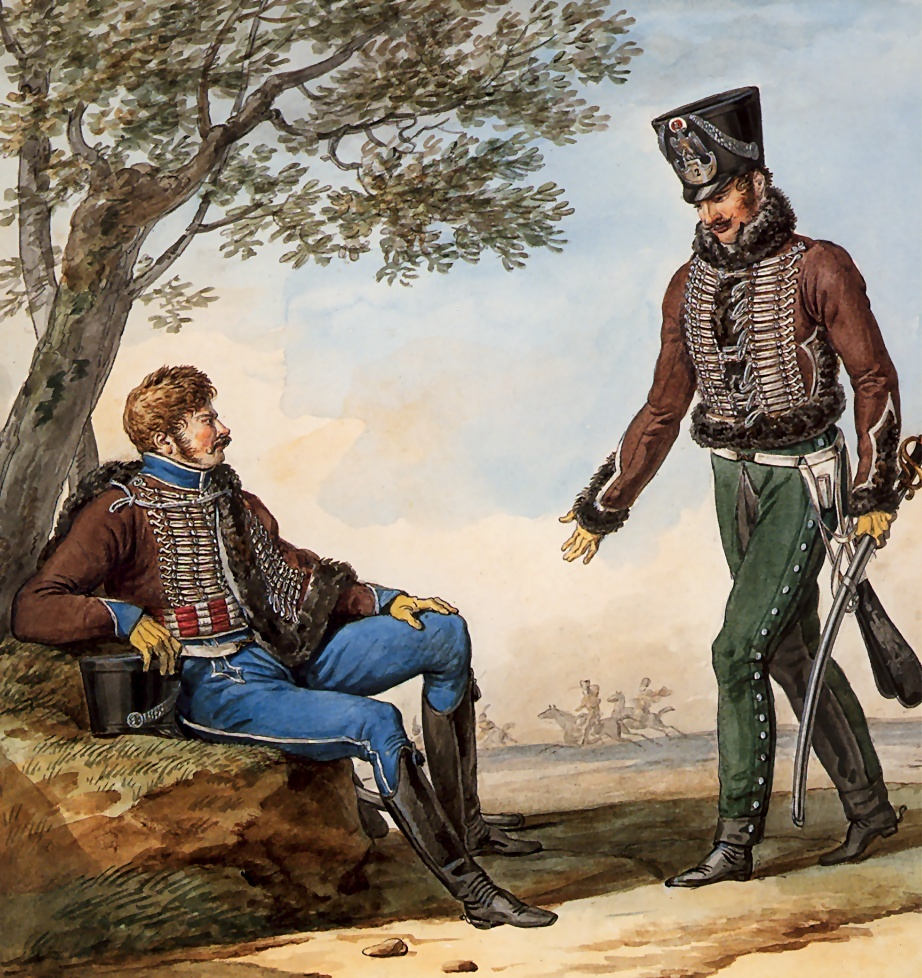
2.º Regimiento de Húsares en 1812 con colores sin cambios desde la década de 1790

El 3 de junio de 1794, el 2.º de Húsares formó parte del mando de Jacques Desjardin. La unidad contaba con 265 sables. El 26 de junio de 1794, dos escuadrones del 2.º de Húsares lucharon en la Batalla de Fleurus en una caballería brigada dirigida por Jean-Joseph Ange d'Hautpoul. La 2.ª participó en el asedio y captura de Venlo el 27 de octubre y Maastricht el 4 de noviembre de 1794. Esta última acción fue supervisada por Jean Baptiste Kleber. El regimiento ayudó a apoderarse de la flota holandesa en Texel en el invierno posterior . El 1 de octubre de 1795, el 2.º de húsares formaba parte de la división de Jean-Baptiste Bernadotte en el Ejército de Sambre-et-Meuse. El 2.º de Húsares también luchó en la Batalla de Neuwied el 18 de abril de 1797.
Como parte de la intervención francesa en la Rebelión irlandesa de 1798, Schwarz navegó allí con un contingente de tropas pero fue capturado el 12 de octubre de 1798 en la Batalla de la isla Tory. Schwarz fue ascendido a chef de brigade (coronel) del 5. ° Regimiento de Húsares el 3 de septiembre.r 1799. En la campaña de primavera de 1800 en el sur de Alemania, su regimiento fue asignado a General de División División de Antoine Richepanse. El 5.º de Húsares luchó en la Batalla de Messkirch el 4 y 5 de mayo, en la Batalla de Biberach el 9 de mayo, y en Kirchberg an der Iller.
Después de que caducara el armisticio, los 596 efectivos del 5.º de Húsares lucharon en la Batalla de Hohenlinden el 3 de diciembre de 1800 como parte de la división de Richepanse. Mientras la división avanzaba por el flanco hacia la retaguardia izquierda austriaca, una fuerza de granaderos austriacos atacó el centro de la columna, partiéndola en dos. El General de Brigada Jean-Baptiste Drouet, liderando la mitad posterior, envió al 5.º de Húsares apoyado por algo de infantería para hacer retroceder a los austriacos. Mientras Drouet, general de brigada Louis Michel Antoine Sahuc, y el 5.º de húsares se vieron envueltos en una lucha con los granaderos, Richepanse ordenó a sus dos regimientos principales que giraran a la izquierda directamente hacia la retaguardia del archiduque Juan de Austria ejército de Este golpe decisivo demolió la columna de centro-izquierda austro-bávara, ganando la batalla. Entre el 16 y el 19 de diciembre, Richepanse lideró su división en varias acciones contra los austríacos. retaguardias. El 5.º de Húsares luchó en Neumarkt am Wallersee el día 16, donde 7.000 franceses infligieron 500 bajas a los 3.700 austriacos de Franz Löpper, en Frankenmarkt el día 17, donde 6.000 franceses capturaron 2.650 de los 4.000 soldados en Michael von La columna de Kienmayer, en Schwanenstadt el día 18, donde 2.000 jinetes franceses atacaron a los austriacos de Johann Sigismund Riesch y forzaron la rendición de 700 jinetes del Regimiento de Coraceros Lothringen Nr. 7, y en Lambach el 19, donde 5.000 franceses invadieron la fuerza de 3.000 de Daniel Meczery y capturaron a 1.450 hombres del Regimiento de Infantería Manfredini Nr. 12.

## Imperio

### Alemania

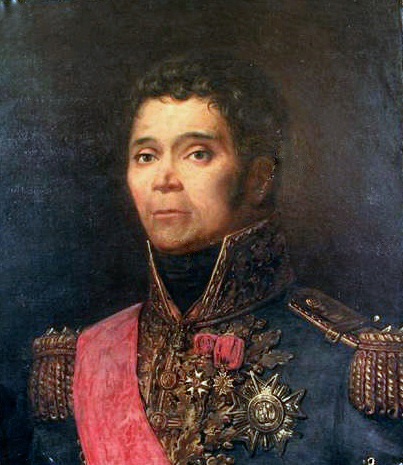
François Étienne de Kellermann

Schwarz fue nombrado oficial de la Légion d'Honneur el 15 de junio de 1804. En la Batalla de Austerlitz el 2 de diciembre de 1805, el 5.º de Húsares sirvió con el 5.º  Chasseurs à Cheval, y los Regimientos de Húsares 2 y 4 en General de División François Étienne de Kellermann división de caballería ligera. Joseph Denis Picard y Frédéric Christophe Marisy dirigieron las dos brigadas. La división de Kellermann luchó en el flanco norte de la batalla en la lucha con los 13.700 de Pyotr Bagration. Rusos y Príncipe Juan de Liechtenstein 5.400 caballería austriaca y rusa. En algún momento después de las 9:30 a. m., el emperador Napoleón ordenó al Mariscal Jean Lannes atacar con su V Cuerpo de 14.200 hombres y Mariscal Joachim Murat para apoyarlo con el Cuerpo de Caballería de 7400 efectivos.
Lannes formó sus divisiones de infantería con Marie-François Auguste de Caffarelli du Falga a la derecha y Louis Gabriel Suchet a la izquierda. La división de Kellermann avanzó hacia el frente derecho con el apoyo de la 2.ª División de Dragones de Frédéric Henri Walther. Cuando el regimiento Uhlan del "Príncipe Constantino" de diez escuadrones atacó desde la derecha, Kellermann ordenó a la división que cambiara de frente. Esta maniobra fracasó y los jinetes franceses se batieron en rápida retirada detrás de la infantería de Caffarelli. Cuando los ulanos intentaron perseguirlos, fueron ahuyentados por una andanada que vació muchas sillas de montar e hirió al brigadier ruso. Kellerman persiguió en escalones con su regimiento del flanco derecho al frente. La brigada de caballería de Anne-François-Charles Trelliard apoyó su izquierda mientras que la brigada de Horace François Bastien Sébastiani de La Porta de la división de Walther lo siguió. Los rusos atacaron al regimiento líder de Kellermann con tres regimientos, pero fueron vencidos cuando las otras unidades de Kellermann llegaron por el flanco izquierdo mientras que los dragones de Sébastiani llegaron por el derecho.
Cargando hacia adelante, las tropas de Kellermann invadieron algunos cañones rusos, pero tuvieron que retroceder cuando aparecieron tres regimientos de caballería más. Kellermann contraatacó con los dos regimientos de Sébastiani cubriendo los flancos y la división de Walther como apoyo. El ataque hizo retroceder a la caballería enemiga, pero los jinetes franceses fueron a su vez rechazados por la fusilería de la Ru.infantería ssian que recuperó los cañones. En ese momento, Kellermann se rompió la pierna y Picard lo sucedió en el mando. La caballería aliada trató de explotar su éxito, pero los dragones de Walther los detuvieron en seco. Habiendo reformado a sus soldados, Picard envió al 2.º de Húsares en su persecución mientras el 5.º de Cazadores recuperaba los cañones. El 4.º y 5.º de Húsares rompieron la línea de infantería rusa y aseguraron la rendición temporal de un batallón de infantería, pero el Regimiento de Dragones "Tver" rescató a sus compatriotas, infligiendo graves pérdidas. Picard volvió a reformar la división y ordenó que cargaran el 2.º de Húsares y el 5.º de Cazadores. Los jinetes franceses se abrieron paso nuevamente, pero Liechtenstein ordenó una masa de caballería austriaca y los franceses se retiraron.
En este punto, la infantería francesa y rusa se cerraron entre sí y las bajas aumentaron rápidamente. Lannes repelió un contraataque y lentamente hizo retroceder a la infantería de Bagration. Liechtenstein lanzó 40 escuadrones contra la división de Caffarelli, pero tres oleadas de jinetes fueron rechazadas por la fusilería francesa. Murat envió las dos divisiones de coraceros y los franceses prevalecieron, pero solo después de una terrible lucha. Cuando Bagration abandonó el campo, envió los restos de su caballería para cubrir la retirada. La división de Kellermann todavía estaba muy involucrada, con el 4.º de Húsares ayudando a expulsar a los jinetes rusos. Por su papel en la batalla, Schwarz ganó el título de Comandante. Cruz de la Légion el 25 de diciembre de 1805.
En la Guerra de la Cuarta Coalición, los 5.º de Húsares fueron asignados a la división de caballería ligera de Antoine Lasalle y formaron brigadas con los 7.º de Húsares. La brigada de húsares ayudó a derrotar a una guardia de flanco prusiana en Zehdenick el 26 de octubre de 1806 y luchó en la Batalla de Prenzlau el 28. El 30 de octubre se produjo la Capitulación de Stettin. Con solo 800 húsares, Lasalle engañó a Friedrich Romberg para que entregara la fortaleza y su guarnición de 5300 prusianos. La demanda de rendición fue llevada por Schwarz, quien se dirigió a Romberg, "Yo He sido enviado por mi superior, el Gran Duque de Berg, quien te convoca a rendirte a él mañana por la mañana. Se te otorgarán los honores de la guerra. Romberg se negó, pero Schwarz regresó una hora más tarde con un ultimátum anunciando que un bombardeo precedería a un ataque de 50.000 soldados si Stettin no se rendía a las 8:00 a. m. Además, no se daría cuartel a la guarnición y se saquearía la ciudad. Ante esto, Romberg se derrumbó. El 5.º de Húsares luchó en la Batalla de Golymin el 26 de diciembre de 1806. Schwarz se convirtió en general de brigada el 30 de diciembre de 1806 y en Barón del Imperio el 9 de marzo de 1808.

### España

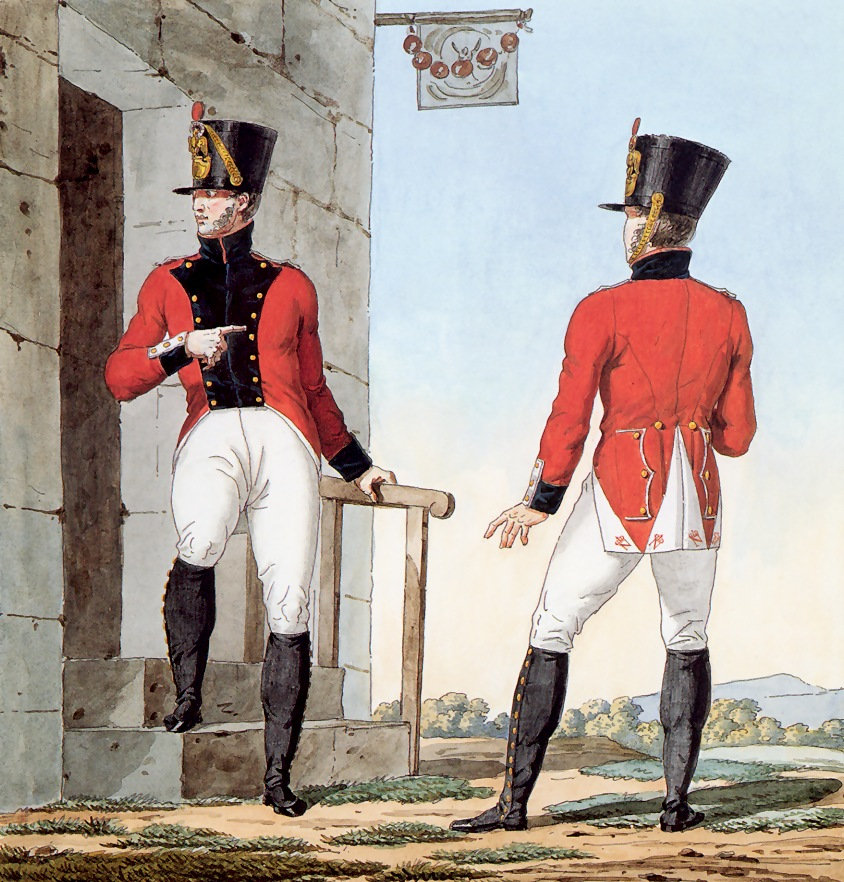
El 3.er Batallón del 2.° El regimiento suizo formó parte de la fuerza de Schwarz en Bruch Pass. Los suizos vestían casacas rojas.

En 1808, Schwarz fue designado para dirigir una brigada de caballería en el Cuerpo de Observación de los Pirineos Orientales de 12.714 hombres bajo el mando general de Guillaume Philibert Duhesme. La brigada estaba formada por el Prince Royal Chasseurs a Cheval italiano, 504 sables y el 2.º Chasseurs a Cheval napolitano, 388 sables. El 29 En febrero de 1808, con el pretexto de tener una revisión militar de su división, Giuseppe Lechi precipitó a sus tropas en la fortaleza de Barcelona y sacó a la desconcertada guarnición española. Por tal traición, el emperador Napoleón se apoderó de Barcelona y otras ciudades españolas y precipitó la guerra con su antiguo aliado. Después del Levantamiento del Dos de Mayo, El emperador Napoleón ordenó a Duhesme que enviara 4.000 soldados para tomar Lérida y otros 4.000 para marchar a Valencia para cooperar con el cuerpo del Mariscal Bon-Adrien Jeannot de Moncey. Estas instrucciones subestimaron enormemente la fuerza de la revuelta española, pero Duhesme trató diligentemente de llevarlas a cabo. Asignó a Schwarz un grupo de trabajo de 3.247 hombres para capturar Lérida. Esta brigada ad hoc incluía el 3.er Batallón del 2.º Regimiento Suizo, 580 hombres, el 1.er y 2.º Batallón del 1.er Regimiento Napolitano, 1.944 hombres, el 1.er Batallón del 1.er Regimiento Italiano Velite, 519 hombres, una escuadra del 3.er Regimiento de Coraceros Provisional, 204 sables y cuatro piezas de artillería. Duhesme envió a Joseph Chabran con 3.195 hombres a Valencia. Si bien la fuerza de Chabran incluía tres batallones franceses y dos regimientos de caballería franceses, Schwarz tuvo que marchar con una fuerza de "valor dudoso".
El 4 de junio de 1808, Schwarz emprendió su misión, pero se retrasó un día.por una violenta tormenta. El día 6 llegó al puerto de Bruch y encontró entre 300 y 400 miqueletes de Manresa esperándolo en un pinar. Las Batalla del Bruch comenzaron cuando Schwarz envió un batallón y con bastante facilidad expulsó a la milicia catalana del bosque. Los manresanos se retiraron hasta que se les unieron más miqueletes de pueblos y aldeas cercanas. Schwarz envió una línea de escaramuzadores pero no presionó el ataque, temiendo que una fuerza más grande, incluidos los regulares españoles, estuviera cerca. Con toda probabilidad, un ataque a gran escala habría derrotado a los catalanes. Sin embargo, como oficial de caballería, Schwarz estaba completamente fuera de su elemento al mando de la infantería en terreno accidentado. También sabía que los napolitanos tenían fama de ser las peores tropas de Europa. Mientras tanto, llegaron más miqueletes como refuerzos y amenazaron el flanco izquierdo de Schwarz. En esto, formó a sus soldados en un gran cuadrado con los cañones y los jinetes en el medio y comenzó a retirarse. La plaza estaba protegida por escaramuzadores, pero tan pronto como vieron retroceder a sus enemigos, los catalanes avanzaron ansiosamente y comenzaron a dispararles. Al llegar al pueblo de Esparraguera que sus habitantes atrincheraron, la plaza de Schwarz simplemente se disolvió y fluyó alrededor del pueblo. En este momento uno de sus cañones cayó de un puente a un arroyo y fue abandonado a los miqueletes. Al otro lado de Esparraguera los oficiales no pudieron reformar la plaza y los suizos, italianos y napolitanos irrumpieron en el pueblo de Martorell esa tarde en una turba desordenada.
En febrero de 1810, el VII Cuerpo (VII Cuerpo (Grande Armée)) fue reforzado por la División alemana de Marie François Rouyer. Las tropas llegaron desde Francia como escolta de un gran convoy de suministros con destino a Barcelona. El Mariscal Pierre Augereau, que tomó el mando del VII Cuerpo, ordenó las divisiones de Philippe Eustache Louis Severoli y su hermano Jean Augereau para marchar sobre Tarragona. Mientras tanto, batallones y medio fueron dejados en Vilafranca del Penedés mientras una brigada de la división de Rouyer al mando de Schwarz ocupaba Manresa como guardia de flanco. El 27 de marzo de 1810, los franceses exigieron la rendición de Tarragona, pero Henry O'Donnell, que comandaba su guarnición de 6.000 hombres, se negó. Mientras tanto, O'Donnell envió a Juan Caro a atacar las líneas de comunicación francesas.

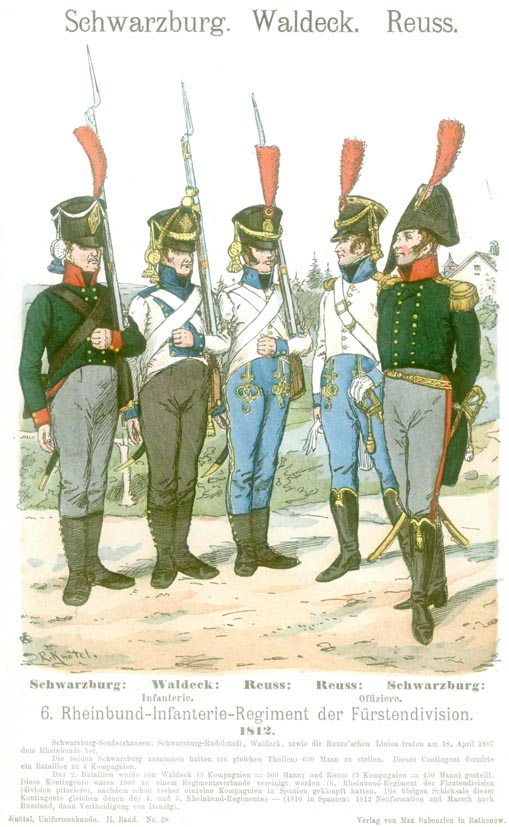
6.º Regimiento de la Confederación del Rin

El primer golpe se produjo al amanecer del 30 de marzo cuando Caro se apoderó de Vilafranca y capturó a los 800 soldados imperiales apostados allí. La fuerza española se movió inmediatamente contra Manresa y comenzó a escaramuzar con sus defensores. Se trataba de dos batallones de cada uno de los regimientos de la 3.ª Confederación del Rin (1.º Nassau) y de la 4.ª Confederación del Rin (Ducal Saxon). El 2 de abril Caro fue herido y sustituido por Luis González Torres de Navarra, Marqués de Campoverde. El 5 de abril en la Batalla de Manresa, Campoverde montó un ataque a gran escala y expulsó a las tropas de Schwarz de la ciudad con pérdidas de 30 oficiales y 800 soldados rasos. Sin embargo, un testigo admitió que se perdieron 20 oficiales y 620 hombres. Cuando las tropas derrotadas huyeron a Barcelona, fueron atacadas por los miqueletes y sufrieron aún más pérdidas. En total, Schwarz puede haber perdido dos tercios de su brigada. El historiador Charles Oman lo llamó el "siempre desafortunado Schwartz". total de 484. Los ducales sajones perdieron 6 oficiales y 162 hombres muertos, heridos y desaparecidos. Los españoles capturaron a 200 soldados heridos adicionales en la ciudad. Caro y Campoverde tenían 3.000 miqueletes al mando del Coronel Roviera, 2.300 milicianos locales y 2.000 regulares españoles, incluido el Regimiento Suizo Kayser y el Regimiento de Dragones Numancia.
La última de las desventuras de Schwarz se produjo en la Batalla de La Bisbal el 14 de septiembre de 1810 cuando su brigada fue atrapada por una operación anglo-española bien ejecutada. Después de que Augereau fuera reemplazado en el mando del VII Cuerpo por el Mariscal Jacques MacDonald, el nuevo comandante trasladó 16.000 soldados al sur para apoyar las operaciones de Suchet. MacDonald dejó a Louis Baraguey d'Hilliers con almost 10.000 soldados para mantener Barcelona y 18.000 más para guarnecer otros lugares y mantener abierto el camino a Francia. O'Donnell se dio cuenta de que MacDonald era demasiado fuerte para vencer, así que decidió decidió operar contra las desprevenidas fuerzas imperiales en el norte. O'Donnell planeó llevar la división de Campoverde al norte para atacar a la división de Rouyer que defendía el área entre Gerona y la costa mediterránea. Mientras tanto, Charles William Doyle navegó hacia el norte a bordo de la fragata británica HMS Cambrian, la fragata española Diana y otras embarcaciones. El capitán Francis William Fane del Cambrian comandó el escuadrón naval aliado. O'Donnell logró pasar las guarniciones de Barcelona, Hostalrich y Gerona.
La expedición naval británica golpeó primero el 10 de septiembre cuando remaron hasta la orilla y capturaron a 50 hombres y un emplazamiento de artillería costera en Bagur (Bagur, España). En respuesta, Schwarz alertó a sus unidades costeras para que endurecieran sus defensas. Su brigada de refuerzo incluía dos batallones, cada uno de la 5.ª Confederación del Rin (Anhalt-Lippe) y la 6.ª Confederación del Rin (Schwartzburg-Waldeck- Reuss) Regimientos. La brigada contaba con 1.700 hombres y 18 piezas de artillería. (1998), 345</ref> Schwarz desplegó 800 hombres para mantener La Bisbal del Ampurdán y el resto de la brigada para defender Begur , Palamós, Calonge, y San Felíu de Guixols. Todavía sin ser detectado, O'Donnell llegó al pueblo de Vidreras con 6.000 soldados de a pie y 400 soldados de caballería el 13 de septiembre de 1810. La fuerza española incluía el Regimiento Suizo Kayser,  Dragones de Numancia y miqueletes.
A la mañana siguiente, O'Donnell cayó sobre La Bisbal con una fuerza abrumadora. Schwarz solo tuvo tiempo de enviar un mensajero con órdenes a sus destacamentos para que se concentraran antes de ser engullidos. Las tropas de La Bisbal se replegaron a un antiguo castillo dominado por un cerro y la torre de una iglesia. Schwarz resistió hasta la noche cuando se rindió, después de haber perdido cinco muertos y 19 heridos. Mientras transcurría la acción en La Bisbal, los otros puestos de avanzada iban siendo engullidos. Fane y Doyle se apoderaron de Palamós, el coronel Aldea capturó Calonge y el coronel Fleires invadió San Felíu. En total, Schwarz, dos coroneles, 56 oficiales, 1183 hombres y 17 cañones fueron capturados. Los alemanes perdieron aproximadamente 400 muertos y heridos. No se informaron pérdidas españolas, pero probablemente fueron leves. Sin embargo, incluyeron a O'Donnell, que resultó gravemente herido en el pie. Él y los prisioneros fueron llevados por el escuadrón de Fane. Schwarz estuvo en cautiverio hasta el final de la guerra. Murió el 9 de octubre de 1826.